# إبراهيم أطيمش
إبراهيم بن مهدي القرشي الشهير بـأطيمش (1873 - 10 مايو 1941) فقيه مسلم وشاعر عراقي في القرن 13 هـ/20 م. ولد في الشطرة ولما أکمل الدراسة الأولية فيها انتقل إلی النجف فدرس العلوم الدينية والأدبية وقرض الشعر، له مدائح ومراثي. ينتمي إلى أسرة هاشمية حسنية شيعة اثنا عشرية. من أساتذه عبد الكريم الجزائري و جواد البلاغي. توفي في النجف ودفن في العتبة العلوية. جمع شعره ونشره علي الخاقاني.

## سيرته
ولد إبراهيم بن مهدي بن محمد بن حسين بن محمد بن أحمد القرشي الشهير بـأطيمش ولد في الشطرة بالناصرية سنة 1290 هـ/ 1873 م ونشأ بها. هاجر إلى النجف وقرأ المقدّمات الأدبية والشرعية على لفيف من الأفاضل، ثمّ حضر الأبحاث العالية في الفقه الجعفري وأُصوله على الفاضل الإيرواني ومحمد كاظم اليزدي، واختص أخيراً بالشيخ أحمد كاشف الغطاء فكان من الملازمين له. «كان من الشعراء البارعين المجيدين في نظم الشعر، وكان من الإباء والعفة بمكان عرض نفسه لاستيجار الحجّ لضعف حالته المادية فكان ذلك كسبه.»
توفي في النجف 14 ربيع الآخر 1360 هـ /10 مايو 1941 م ودفن بالصحن الشريف.

## شعره
جمع شعره ونشره علي الخاقاني في موسوعة شعراء الغرى كما نشر جزءا منه جعفر محبوبة في ماضي النجف وحاضرها. من شعره قال مؤرخا إنشاء مدرسة الآخوند الوسطى سنة تأسيسها وتعميرها 1362 هـ / 1943 م وهو مكتوب علی بابها بالكاشاني: